# Kabinda (Stadt)
Kabinda ist die Hauptstadt der Provinz Lomami in der Demokratischen Republik Kongo mit 192.364 Einwohnern (Stand 2010).

## Infrastruktur
In der Nähe von Kabinda befindet sich der Tunta Airport.

## Religion
Das römisch-katholische Bistum Kabinda hat seinen Sitz in der Stadt. In der Region gehören rund 20 % der Bevölkerung dieser Glaubensrichtung an.

## Geschichte
Während des Zweiten Kongokrieges fanden in Kabinda Kämpfe zwischen militanten Gruppen aus der Demokratischen Republik Kongo und Ruanda statt. Die Rebellen aus Ruanda umzingelten die Stadt zwei Jahre lang, konnten sie jedoch wegen des Widerstandes der kongolesischen Regierungstruppen nicht einnehmen.

## Persönlichkeiten
- Félicien Ntambue Kasembe (* 1970), römisch-katholischer Ordensgeistlicher, Erzbischof von Kananga